# Latidens salimalii
Latidens salimalii је врста слепог миша из породице великих љиљака (Pteropodidae).

## Распрострањење
Ареал врсте је ограничен на једну државу. Индија је једино познато природно станиште врсте.

## Станиште
Станиште врсте су шуме.

## Угроженост
Ова врста се сматра угроженом.